# Hoffelt
Hoffelt är en ort i Luxemburg.   Den ligger i distriktet Diekirch, i den norra delen av landet, 60 kilometer norr om huvudstaden Luxemburg. Hoffelt ligger 448 meter över havet och antalet invånare är 270.
Terrängen runt Hoffelt är platt.  Närmaste större samhälle är Wiltz, 14,5 kilometer söder om Hoffelt. 
Omgivningarna runt Hoffelt är en mosaik av jordbruksmark och naturlig växtlighet. Runt Hoffelt är det ganska glesbefolkat, med 31 invånare per kvadratkilometer.